# Kohlenbrunnermühle

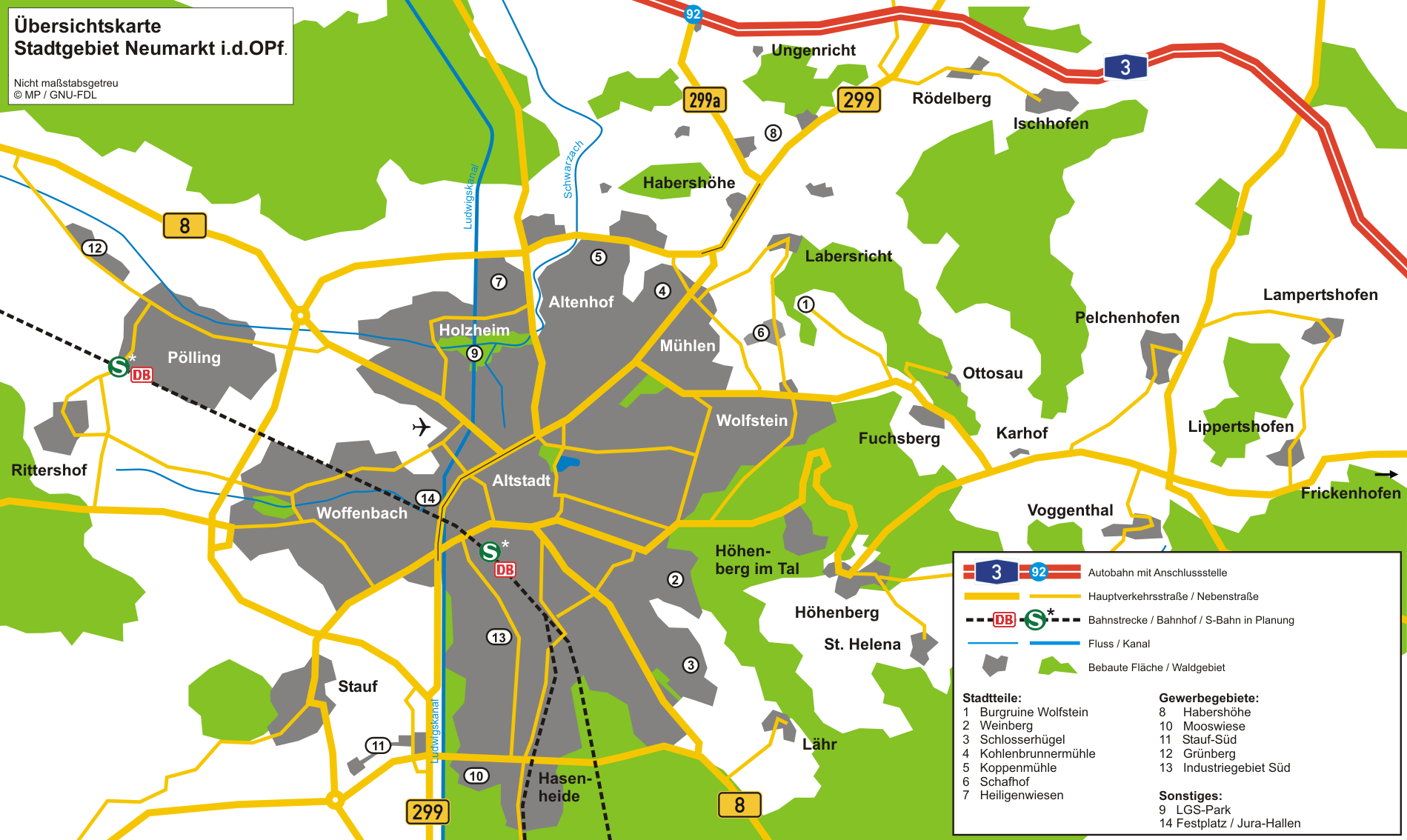
Stadtgebiet Neumarkt

Kohlenbrunnermühle ist ein Gemeindeteil der Großen Kreisstadt Neumarkt in der Oberpfalz. Der ehemalige Weiler wurde Anfang der 1990er Jahre um eine Neubausiedlung erweitert. Die zuvor dort seit dem Mittelalter stehende Kohlenbrunnermühle gehörte bis zur Gemeindegebietsreform, die am 1. Juli 1972 in Kraft trat, zur Gemeinde Mühlen. Kohlenbrunnermühle liegt im Norden Neumarkts auf etwa 420 Metern über Normalnull und hat 1.303 Einwohner (Stand 31. Dezember 2022).

## Sehenswürdigkeiten
In der Liste der Baudenkmäler in Neumarkt in der Oberpfalz ist für Kohlenbrunnermühle die ehemalige Mühle als einziges Baudenkmal aufgeführt.